# Kenan Malik

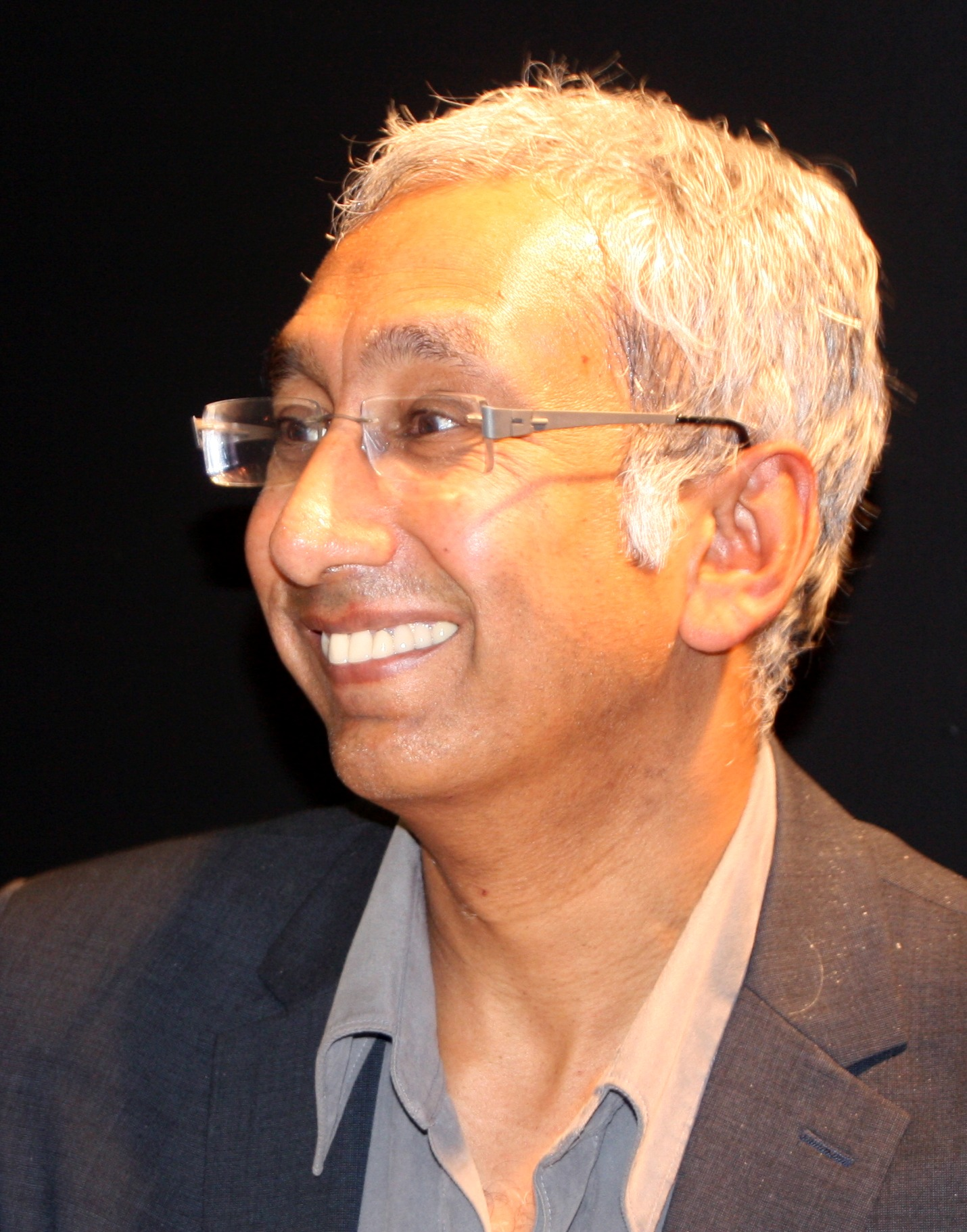
Kenan Malik 2010

Kenan Malik, FRSA (* 26. Januar 1960 in Indien) ist ein britischer Publizist, Universitätsdozent und Rundfunkjournalist indischer Herkunft. Als Wissenschaftsautor liegt sein Schwerpunkt auf der Philosophie der Biologie und den zeitgenössischen Theorien zum Multikulturalismus, Pluralismus und des Rassebegriffs.

## Akademische Karriere
Malik wurde in Indien geboren und wuchs in Manchester auf. Er studierte Geschichte sowie Wissenschaftsphilosophie am Imperial College in London und Neurobiologie an der Universität Sussex. An deren Centre for Research into Perception and Cognition (CRPC) war er zwischenzeitlich in der psychologischen Forschung tätig.
Er war Dozent an mehreren Universitäten, darunter dem Institut für biologische Anthropologie der Universität Cambridge, dem St Antony’s College und dem Institut für Fortbildung der Universität Oxford, dem Institute of Historical Research in London; dem Institut für Sozialanthropologie des Goldsmiths College in London, dem Institut für Politik der Universität Liverpool und dem Institut für Sozialpolitik und Soziologie der Universität Newcastle. Weiterhin hatte er Dozenturen an der Nottingham Trent Universität, der Universität Oslo und der European University in Florenz. 2003 war er Gaststipendiat der Universität Melbourne.
Er hat in verschiedenen Zeitungen und Zeitschriften veröffentlicht, darunter The Guardian, Financial Times, the Independent, Independent on Sunday, Sunday Times, Sunday Telegraph, New Statesman, Prospect, TLS, The Times Higher Education Supplement und Nature. Er ist ein Fellow der Royal Society of Arts und einer der Moderatoren des Politmagazins Analysis des BBC Radio 4.

## Akademische Schwerpunkte
Die Schwerpunkte seiner akademischen Interesses sind die Philosophie der Biologie und des Geistes, wissenschaftliche Methodologie und Erkenntnistheorie, die Theorie der menschlichen Natur, Wissenschaftspolitik, Bioethik, politische Philosophie, Geschichte, Philosophie und Soziologie des Rassebegriffs sowie die Ideengeschichte.
Sein Buch „The Meaning of Race“ (Die Bedeutung der Rasse) untersucht die geschichtliche Entwicklung und die philosophischen und politischen Wurzeln des Rassebegriffs. Es beschäftigt sich weiterhin mit der Beziehung zwischen dem Rassebegriff und den zeitgenössischen Theorien des Multikulturalismus und Pluralismus. „Man, Beast and Zombie“ (Mensch, Tier und Zombie) erforscht die geschichtlichen Ursachen, philosophischen und theologischen Anschauungen und methodologischen Probleme der zeitgenössischen Theorien über die menschliche Natur, insbesondere der Erkenntnistheorie und der evolutionären Psychologie. Das noch nicht erschienene Buch „The Museum of Difference“ (Das Museum des Unterschieds) behandelt die Beziehung zwischen wissenschaftlichen und politischen Konzepten der menschlichen Unterschiede, sowie zwischen den Konzepten von der menschlichen Natur und den menschlichen Unterschieden.
Malik ist ein scharfer Kritiker der Ideologie des Multikulturalismus. Diese ist für ihn „die Idee, dass Menschen 'nicht trotz ihrer Unterschiede gleich, sondern wegen dieser Unterschiede verschieden' zu behandeln seien“. Dabei wird, Malik zufolge, persönliche Identität voraufklärerisch zur Funktion der jeweiligen kollektiven, kulturbedingten Gruppenzugehörigkeit. Für den „libertären Linken, überzeugten Antirassisten und gleichzeitig leidenschaftlichen Anhänger der universellen Werte der Aufklärung“ tut es dagegen Not, die „Fixierung auf die Kultur“, insbesondere die jeweilige migrantische, auf- und „aus den Gehäusen unserer Kulturen auszubrechen“.

## Werke
- The Meaning of Race: Race, History and Culture in Western Society, Palgrave; New York University Press 1996
- Man, Beast and Zombie: What Science Can and Cannot Tell Us About Human Nature. Weidenfeld & Nicolson 2000; Rutgers University Press, 2002
- From Fatwa to Jihad: The Rushdie affair and its legacy. Atlantic, 2009 ISBN 1843548232
  - als TB: From Fatwa to Jihad: The Rushdie affair and its aftermath. Melville House, 2014 ISBN 1612194052
- Das Unbehagen in den Kulturen. Novo Argumente Verlag, Berlin 2017, ISBN 978-3944610375

## Belege
1. ↑  Eintrag bei openlibrary.org.
2. ↑  Vgl. seinen Aufsatz „Multiculturalism undermines diversity“, The Guardian (UK), 17. März 2010
3. ↑  Thierry Chervel: „Das Schinkenbrot“, perlentaucher.de, 23. Nov. 2017
4. ↑  Martin Beglinger in: „Vielfalt statt Multikulti“, Neue Zürcher Zeitung, 5. Dez. 2017